# Обран Ош
Обран Ош — укреплённое поселение эрзян, форпост и таможенный терминал Мордовской земли.

## Местоположение
По одной из версий, был расположен на месте, где сейчас находится Нижегородский кремль; при этом отдельные укреплённые строения для контроля Оки находились на Дятловых горах. Согласно другой версии, отождествлялся с булгарским городом Бряхимовым, располагавшимся в низовьях реки Камы.

## История

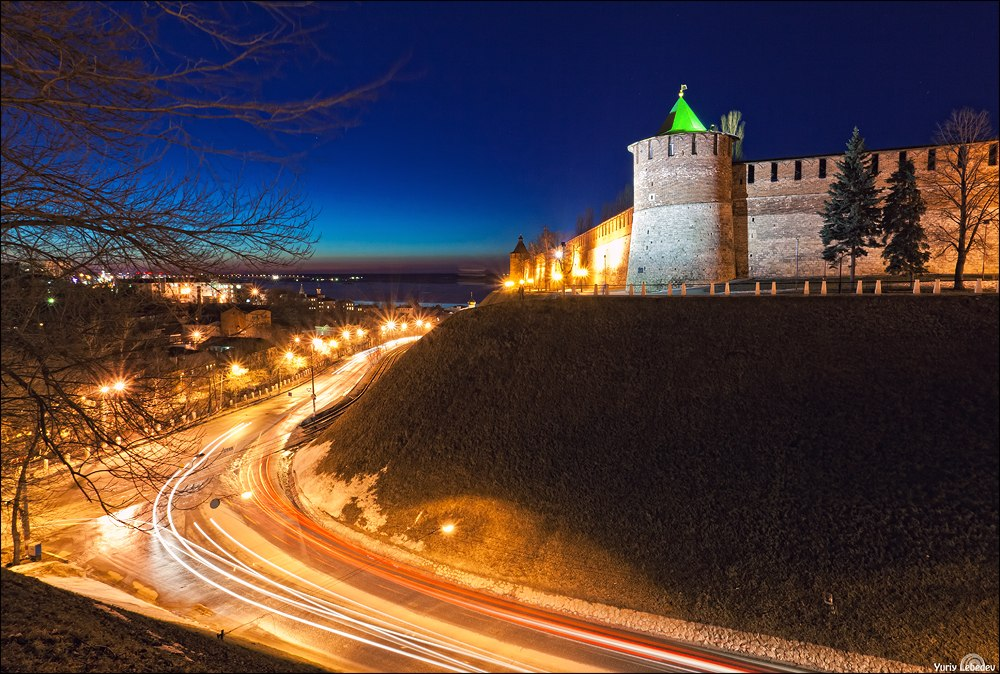
Нижегородский Кремль

В целом, данные про существование на территории Нижнего Новгорода или в его окрестностях эрзянского города Обран Ош носят противоречивый характер.